# Modèle de mélange
En statistiques, un modèle de mélange est un modèle statistique permettant de modéliser différentes sous-populations dans la population globale sans que ces sous-populations soient identifiées dans les données par une variable observée.
Contrairement à l’étude des distributions de mélange, qui vise à comprendre la population totale à partir des sous-groupes, l’approche par modèle de mélange cherche à déduire les caractéristiques des sous-groupes uniquement à partir des données globales, sans information sur l’appartenance de chaque observation. Ces modèles sont notamment utilisés pour regrouper des données (clustering) et pour estimer des densités de probabilité.
Les modèles de mélange ne doivent pas être confondus avec les modèles pour données compositionnelles, c’est-à-dire des données dont les différentes parties doivent toujours totaliser une valeur fixe (comme 1 ou 100 %). Cela dit, on peut voir les modèles compositionnels comme une forme particulière de modèle de mélange, où chaque individu de la population est tiré au hasard. À l’inverse, on peut aussi considérer un modèle de mélange comme un modèle compositionnel dans lequel la taille totale de la population a été ramenée à 1.